# مایکل هرتویگ
مایکل هرتویگ (انگلیسی: Michael Hertwig؛ زادهٔ ۱۷ نوامبر ۱۹۶۰) بازیکن فوتبال اهل آلمان است.
از باشگاه‌هایی که در آن بازی کرده‌است می‌توان به باشگاه فوتبال بایرن مونیخ، باشگاه فوتبال کارلسروهه، و باشگاه فوتبال فرایبورگر اشاره کرد.